# The Woman of Lies
The Woman of Lies è un film muto del 1919 diretto da Gilbert P. Hamilton.

## Trama
Quando Tracy Norton scopre che Olive, la sua fidanzata, è diventata povera, la lascia. Olive, allora, prende in mano l'azienda del padre morto, risollevandone le sorti. Norton, per evitare che la sua nuova - e ricca - fidanzata pensi che lui sia interessato solo al denaro e che abbia lasciata Olive solo perché era senza soldi, fa circolare una voce che mette in cattiva luce la ragazza. Il pettegolezzo si diffonde e rovina la vita della giovane che, ostracizzata da tutti, è costretta a partire.
Tre anni dopo, Olive riappare: ora è una donna totalmente diversa, che ha imparato l'arte della vendetta e del ricatto. Nei panni di una vedova sudamericana, circuisce Norton, prospettandogli una scalata sociale che, per lui, altrimenti, sarebbe difficile. Invece di introdurlo nell'alta società, come promesso, rovina il suo matrimonio usando una foto compromettente che porta la ricca moglie a lasciarlo.
Olive ora si appresta a sposare un giornalista, Jim Waldron. Ma la madre dell'uomo, venendo a conoscenza del passato di Olive, si oppone a quell'unione. Sarà una visione mistica, quella di Cristo insieme alla Maddalena, a farla ritornare sui suoi passi e a benedire il loro matrimonio.

## Produzione
Il film fu prodotto dalla World Film.

## Distribuzione
Il copyright del film, richiesto dalla World Film Corp., fu registrato il 2 ottobre 1919 con il numero LU14247.
Distribuito dalla World Film, il film uscì nelle sale cinematografiche statunitensi il 13 ottobre 1919.